# Puerto Vallarta Challenger 1998
Il Puerto Vallarta Challenger 1998 è stato un torneo di tennis facente parte della categoria ATP Challenger Series nell'ambito dell'ATP Challenger Series 1998. Il torneo si è giocato a Puerto Vallarta in Messico dal 13 al 19 aprile 1998 su campi in cemento.

## Vincitori

### Singolare
Geoff Grant ha battuto in finale  Mariano Sánchez con il punteggio di 6–2, 6–4

### Doppio
Luis Herrera /  Gabriel Trifu hanno battuto in finale  Ota Fukárek /  Régis Lavergne con il punteggio di 6–3, 6–4